# Isla de Port Lligat
La isla de Port-Lligat o Portlligat (Illa de Port-Lligat o Portlligat) es una isla de la provincia de Gerona (Cataluña, España).

## Descripción
Situada en frente de la península de Cadaqués, separada de tierra por un canal de poco más de 30 metros, en frente del burgo de pescadores de Portlligat. Su superficie es de 8,4 hectáreas de tierra bastante llana. Posee alguna cala y una playa en la zona que mira al canal, la cual permite el fácil abordaje a la isla. Ésta cuenta con caminos hechos por los excursionistas y se ven restos de viejas construcciones.
Esta isla es mundialmente conocida por haber sido reproducida en muchas obras de Salvador Dalí.